# Elijah Clarence Hills
Elijah Clarence Hills  (* 2. Juli 1867 in Arlington, Illinois; † 21. April 1932 in Los Angeles, Kalifornien) war ein US-amerikanischer Romanist und Hispanist.

## Leben und Werk
Hills wuchs vorwiegend in Florida auf und kam dort früh mit Spanisch in Berührung. Er studierte an der Cornell University (Abschluss 1892) sowie von 1893 bis 1894 in Paris. Er lehrte ab 1896 am Rollins College in Florida, von 1902 bis 1916 am Colorado College (wohin er aus gesundheitlichen Gründen gewechselt war). 1906 promovierte er an der University of Colorado mit der Arbeit New-Mexican Spanish (in: PMLA 21, 1906, S. 706–753). 1918 wurde er in die American Academy of Arts and Sciences gewählt. Von 1918 bis 1922 lehrte er an der Indiana University Bloomington, ab 1922 an der University of California, Berkeley als Professor zuerst für Spanisch, ab 1924 für Romanische Sprachen.
Hills war Komtur des Ordens de Isabel la Católica.

## Werke
- (Hrsg.) Bardos cubanos. Antología de las mejores poesías líricas de Heredia. "Pláeido." Avellaneda, Milanés, Mendive, I uaces, y Zenea, Boston 1901
- (mit Jeremiah Denis Matthias Ford)  A Spanish grammar, Boston  1904, 1907, 1915, 1928
- (Hrsg.) Spanish tales for beginners, New York 1909, 1919, 1924
- (Hrsg. mit Louise Reinhardt) Spanish short stories, Boston 1910
- (Hrsg. mit Sylvanus Griswold Morley) Las mejores poesias líricas de la lengua castellana, New York 1910
- (Hrsg. mit  Sylvanus Griswold Morley) Modern Spanish lyrics, New York 1913
- (mit Jeremiah Denis Matthias Ford und Guillermo Rivera) First Spanish Course, Boston 1917, 1941, 1943
- (Hrsg. mit Louise Reinhardt)  Enrique Pérez Escrich, Fortuna; Miguel Carrión und Vital Aza, Zaragüeta, Boston 1920 (einzeln 1922 und 1924)
- (Hrsg. mit Juan Cano) Cuentos y leyendas, Boston 1922
- (mit Jeremiah Denis Matthias Ford und J. de Siqueira Coutinho) A Portuguese grammar, Boston/New York 1925, 1944
- (mit  Mathurin Marius Dondo) Contes dramatiques, Boston 1927
- (Hrsg. mit Richard Thayer Holbrook) French short stories, Boston 1930, 1945
- (Hrsg. mit Mathurin Marius Dondo) La France. Son histoire, sa civilisation. Cours élémentaire, Boston/New York 1931, 1940,  1949
- (mit Jeremiah Denis Matthias Ford und Guillermo Rivera) Brief Spanish grammar for colleges, Boston/New York 1938, 1949